# Алексей Николаевич
Алексей Николаевич Романов (* 12 август 1904 в Петерхоф, Губерня Санкт Петербург, † 17 юли 1918 в Ипатиевата къща, Пермска губерня) е престолонаследник, петото дете и единственият син на последния император на Русия Николай II и на съпругата му Александра Фьодоровна. По майчина линия наследява болестта хемофилия – болест на кръвта, която ѝ пречи да се съсирва.
Разстрелян е заедно с родителите, четирите си сестри и четирима души от свитата им. Реабилитиран е през есента на 2008 г.. Канонизиран е от Руската православна църква като страстотерпец (чества се на 4 юли по Юлианския календар). Именният му ден е 5 октомври по Юлианския календар.

## Раждане
Той е дългоочаквано дете: майка му Александра Фьодоровна има четири дъщери, родени една след друга през 1895-1901 г. Царската двойка присъства на канонизацията на Серафим Саровски на 18 юли 1903 г. в Саров, където императорът и императрицата се молят за наследник.
При раждането си е наречен Алексей в чест на св. Алексий Московски. Кръстен е в църквата на Големия Петерхофски дворец на 11 август 1904 г. от изповедника на императорското семейство протопрезвитер Йоан Янишев. Неговите кръстници са императрица Мария Фьодоровна, германският император, кралят на Прусия, кралят на Великобритания и Ирландия, кралят на Дания, великият херцог на Хесен, принцеса Виктория Великобританска, великият херцог Алексей Александрович, великата херцогиня Александра Йосифовна и великият херцог Михаил Николаевич.

## Хемофилия
По майчина линия Алексей наследява болестта хемофилия, чиито носители са някои от дъщерите и внучките на английската кралица Виктория.
Болестта се проявява при Алексей през септември 1904 г., когато бебето, още ненавършило два месеца, започва да има силно кървене от пъпа. Болестта му се изразява в това, че всяка синина, която води до разкъсване дори на най-малкия вътрешен кръвоносен съд (което при обикновен човек би довело до обикновена синина), причинява вътрешен неспиренф кръвоизлив. Бавно, но без да спира, кръвта прониква в околните мускули и други тъкани, образува се хематом с големината на голяма ябълка, кожата губи еластичността си и не може да се разтяга, налягането забавя кръвообращението, което води до образуване на кръвен съсирек. След това хематомът постепенно изчезва и тъмнолилавата синина става петнисто жълтеникаво-зелена. Незначителни външни порязвания или драскотини навсякъде по повърхността на тялото не представляват опасност – те веднага биват лекувани, след което върху тях се прилага стегната превръзка, която притиска кръвоносния съд и позволява постепенното заздравяване на увреждането. Изключение е кървенето от устата или носа, тъй като на такива места е невъзможно да се приложи превръзка към източника на кървене. Един ден принцът почти умира от кървене от носа, въпреки че не изпитва никаква болка.
Болестта постоянно причинява кръвоизливи в ставите – те му причиняват непоносими болки и го превръщат в инвалид. Натрупването на кръв в затвореното пространство на лакътя, коляното или глезенната става причинява натиск върху нерва и започва силна болка. Кръвта, която навлиза в ставата, разрушава костите, сухожилията и тъканите. Крайниците замръзват в свито положение. Понякога причината за кръвоизлива е известна, понякога не. Случва се царевичът просто да каже: „Мамо, днес не мога да ходя“ или: „Мамо, днес не мога да свия лакътя си“. Най-добрият начин за излизане от това състояние са постоянните упражнения и масажи, но винаги има опасност кървенето да започне отново. Морфинът би могъл да се използва за облекчаване на болката, но поради разрушителните му свойства не го дават на Алексей и той спира да изпитва болка едва когато загуби съзнание. Всеки епизод на заболяването означава седмици почивка на легло и лечението включва тежки железни ортопедични устройства, предназначени да изправят крайниците му, както и горещи кални бани.
През есента на 1912 г., по време на традиционния престой на кралското семейство в ловното поле Спала в Източна Полша, Алексей неуспешно скача в лодка и силно натъртва вътрешната страна на бедрото в областта на слабините: полученият хематом не се разнася продължително време, здравословното му състояние е много тежко и съществува опасност да умре. Тези дни за първи и единствен път излиза държавен бюлетин за тежкото състояние на наследника. В него обаче болестта на му не е назована. „Нещастният мъник страдаше ужасно“, пише баща му Николай на майка си, „болката го сграбчваше в спазми и се повтаряше почти на всеки четвърт час. Заради високата температура денем и нощем бълнуваше, сядаше в леглото и от движение веднага започваше болка. Почти не можеше да спи, не можеше и да плаче, само стенеше и казваше: „Господи, смили се.”
Поради повтарящи се кръвоизливи в ставите престолонаследникът често не може да ходи и във всички необходими случаи е носен на ръце от специално определен „чичо“ - ръководителят на гвардейския екипаж Андрей Деревенко.
Хирургът Сергей Фьодоров, който преглежда Царевича през 1917 г. по искане на суверена, информира Николай II, че той едва ли ще надживее 16 години..
Последното обостряне на болестта му се случва по време на изгнанието на царското семейство в Тоболск в началото на 1918 г. Т. Мелник описва началото на болестта по следния начин: „Внезапно Алексей Николаевич се разболя. Това бе голямо нещастие за всички, тъй като той отново страдаше много, имаше същия вътрешен кръвоизлив от синината, който вече го бе измъчвал толкова много в Спала. Страшно жизнен и весел, той постоянно подскачаше, препускаше в галоп и играеше много бурни игри. Едната от тях бе спускане по стъпалата на стълбите в дървена лодка на бегачи, а другата – някаква импровизирана люлка, направена от дънер. Не знам през кое от тях, но Алексей Николаевич се нарани и отново се разболя. Той никога не започна да се движи нормално до смъртта си“.

## Характер и външност
Външният вид на Алексей съчетава най-доброто от баща му и майка му. Според спомените на съвременниците той е красиво момче, с чисто, открито лице. Твърде е слаб поради болестта си. Има непринуден характер, обожава родителите и сестрите си, и те от своя страна го обожават, особено великата княгиня Анастасия. 
Алексей е способен да учи, като сестрите си, и напредва в изучаването на езици. 14-годишното момче е умно, наблюдателно, възприемчиво, привързано и весело. Не обича особено книгите. Съчетава чертите на баща си и майка си: наследява простотата на баща си, чужд е на арогантността, но има собствена воля и се подчинява само на него. Майка му иска, но не може да бъде строга с него. Неговият учител Битнер казва за него: „Той имаше голяма воля и никога не би се подчинил на никоя жена.“ Много е дисциплиниран, резервиран и търпелив. Несъмнено болестта оставя отпечатък върху него и развива тези черти в него. Той не обича дворцовия етикет, обича да бъде с войниците и научава езика им, използвайки чисто народни изрази. Той прилича на майка си в пестеливостта си: не обича да харчи пари и събира различни хвърлени неща: пирони, оловна хартия, въжета и др.
Обожава всичко, свързано с руската армия. Любимата му храна е зелева чорба и качамак и черен хляб, които ядат всички негови войници. Всеки ден му носят проба от тях от войнишката кухня на Сводния полк; Алексей изяжда всичко и облизва лъжицата, като казва: „Това е вкусно, не е като нашия обяд.“ Адютантът на Николай II, А. Мордвинов, припомня, че Алексей, по време на престоя си в Главната квартира, обича да прави военни упражнения с пистолет играчка и с течение на времето се научава да ги изпълнява не по-зле от професионалните военни. Според Мордвинов „Наред с външните привлекателни качества малкият наследник притежаваше може би още по-привлекателни вътрешни. Той имаше това, което ние, руснаците, наричахме „златно сърце“. Той лесно се привързваше към хората, обичаше ги и се опитваше с всички сили да помогне, особено на тези, които му се струваха несправедливо обидени. Благодарение на престоя му в щаба срамежливостта му почти изчезна. Въпреки добрия си характер и състрадание той без съмнение обещаваше да има силен, независим характер в бъдеще. „Ще ви бъде по-трудно да се справите с него, отколкото с мен“, каза веднъж суверенът, не без гордост, на един от министрите. Всъщност Алексей Николаевич обеща да бъде не само добър, но и изключителен руснак“.

## Първо посещение в Москва
В края на май 1912 г. заедно с родителите си Алексей посещава Москва за първи път и това е във връзка с откриването на паметника на дядо му император Александър III (разрушен през 1918 г.). На 30 май 1912 г. в Кремъл, при входа на Негово Величество, при връчването на Наследника на специално изписаната Владимирска икона на Божията майка, московският губернски предводител на дворянството Александър Самарин се обръща към него с реч: „Благоверни суверенни наследнико, московската аристокрация се радва от сърце, като Ви вижда в стените на древния Кремъл. За първи път посещавате столицата ни.“

## Война
По време на Първата световна война Алексей, който е начело на няколко полка и атаман на всички казашки войски, и баща му правят три пътувания до действащата армия през есента на 1915 г., посещавайки Могильов, Рига, Ревел, Псков, Витебск и др. Въпреки това по време на ново пътуване на фронта (декември 1915 г.) той започва да получава силно кървене поради настинка и императорският влак спешно се връща в Царское село. След като се възстановява, наследникът продължава с посещението на  войските.
Награден е със сребърен Георгиевски медал IV степен. На 25 май 1916 г. е произведен в чин ефрейтор. Великата княгиня Татяна пише на Николай II за това с пожеланието: «Поздравявам Алексей с ефрейторския чин, толкова мило!».
На 2 (15) март 1917 г. Николай II абдикира от престола не само заради себе си, но и заради сина си; „не жекаейки да се разделя с нашия любим син“, той прехвърля трона на по-малкия си брат Михаил Александрович. Това решение е взето след консултация с хирурга професор Сергей Фьодоров, който казва на императора, че въпреки че човек може да живее дълго с хемофилия, животът на престолонаследника зависи от всеки абсурден инцидент.

## Смърт
Алексий е разстрелян заедно с родителите и сестрите си в Екатеринбург, в Ипатиевата къща, в нощта на 16 срещу 17 юли 1918 г. Според показанията на Медведев, един от участниците в екзекуцията, са били необходими няколко изстрела, за да бъде убит той..
През 1981 г. е канонизиран от Руската православна църква зад граница, а през 2000 г. – и от Руската православна църква.
Тленните му останки не са идентифицирани сред откритите през юли 1991 г. Според разследващите това се дължи на факта, че телата на Алексей и на сестра му Мария са били изгорени от организаторите на екзекуцията.
През август 2007 г. овъглени тленни останки са открити в Поросьонковый лог близо до Екатеринбург, на 67 метра от голямо гробище, вероятно идентифицируеми като останките на Алексей и Мария. През 2008 г. генетичен анализ, извършен от руския генетик Евгений Рогаев  и експерти в САЩ, потвърждават, че останките принадлежат на децата на Николай II.. Тленните останки на Царевича, поради непризнаването им от Руската православна църква, все още не са погребани и от 2011 г. се съхраняват в Държавния архив на Руската федерация. През декември 2015 г. те са пренесени за временно съхранение в Новоспаския манастир в Москва. На 8 юли 2015 г. Дмитрий Медведев подписва заповед за подготовка на препогребването на царевич Алексей и на великата княгиня Мария, планирано за февруари 2016 г., но то така и не се състои.
Църквата все още има въпроси относно предполагаемите останки на децата на Николай II.. Както казва Александър Закатов, директор на канцеларията на Руския императорски дом, основното е, че новосъздадената група работи в координация с Руската православна църква и не прави прибързани заключения..
Слуховете, че някои членове на кралското семейство са успели да избягат, започват да циркулират почти веднага след екзекуцията. Според най-консервативните оценки броят на Алексеевците вече е надхвърлил осем дузини за целия период. Следващата вълна от измамници започва през 90-те години, причинена от разпадането на съветската държавна система и отхвърлянето на новата политическа система в Русия. Другата страна на тези слухове е идентифицирането на известни личности от 20 век с членове на царското семейство: например някои привърженици на народната история се опитват да идентифицират царевича Алексей с председателя на Съвета на министрите на СССР Алексей Косигин, който е роден в същата година като него..

## Памет

### Учебни заведения
- 1912 Санкт Петербург – Реално училище към Единоверската църква „Свети Никола“.
- 1911 Ростов на Дон – Обединено военноморско училище за навигация на дълги разстояния и корабна механика на търговския флот
- 1916 Таганрог – Алексеевска женска гимназия[25].
- Саратовската държавна консерватория „Л. В. Собинов“ първоначално се е наричала „Императорско руско муикално общества на Алексеевската консерватория“
- 1907 Егоревск –  Техническо училище
- 1907 Аткарск – построяване на зданието на Аткарското педагогическо училище.

### Паметници
- 1911 Олонц (Олонецка губерня) – откриване на паметник с барелеф на цесаревич Алексей на наречения в негова чест мост на река Мегрега и Олонка. Разрушени.[26].
- Паметник, представляващ бронзова фигура на Алексей върху мраморен постамент, е открит на 12 август 1994 г. до хижата в парк „Александрия“ в Петерхоф, дело на В. Зайко. На този пиедестал до 1941 г. е имало двуметрова мраморна фигура на император Николай I (скулптори Н. Пименов и Р. Залеман, 1855-1868 г.).
- Паметник с фигура на Царевича, излят от бетон и оцветен бронз върху каменен пиедестал, е открит на 15 октомври 2011 г. в град Шахти, Ростовска област, на територията на казашкия кадетски корпус на името на. Я. Бакланов. Скулптор Ю. Льовочкин.
- Паметник с бронзов бюст на Царевича върху гранитен пиедестал е открит на 26 май 2013 г. в Санкт Петербург зад олтара на катедралата на Въздвижението на кръста (проспект Лиговски, 128). Скулптор Сергей Алипов.
- Паметник, представляващ бронзов бюст на Царевича върху гранитен пиедестал, е открит на 29 септември 2016 г. в Ялта близо до храм-паметника „Александър Невски“. Скулптор Александър Аполонов.
- Паметник, копиращ този в Ялта, е открит през февруари 2019 г. в Донецк.
- Паметник като част от скулптурна композиция в близост до храма „Александър Невски“ в Новосибирск.

### Места
На царевич Алексей са кръстени село Новоалексеевская, град Алексеевский Горячий ключ, днешен Горячий ключ в Краснодарския край, град Алексеевск, днес Свободни, и село Новоалексеевское в Кубан..

### Географски обекти
Името на Царевич Алексей е дадено на един от островите на Земя на Николай II (сега Северна земя), открит от експедицията на Борис Вилкицки през 1913 г. Един от проливите там също получава името Царевич. През 1926 г., едновременно с преименуването на Земята на Николай II на Северна земя, остров Царевич Алексей е преименуван на Малък Таймир, а протокът е преименуван на Вилкицки проток.

### Игрални и телевизионни филми
Ролята на Алексей е изиграна от: 
- Лорънс Джонсън (The Fall of the Romanoff, САЩ, 1917)
- Родърик Нобл (Nicholas and Alexandra, 1971), двусериен тв филм
- Николай Лиров (Агония, 1974)
- Крисчън Бейл (Anastasia: The Mystery Of Anna, 1986, дебютна роля)
- Алексей Логунов (Цареубийца, 1991)
- Николас Хупер и Бернард Кернс (Зеркало, зеркало, 1995)
- Фреди Файндлей (Rasputin, САЩ, 1996)
- Владимир Грачьов (Романовы. Венценосная семья, 2000), руски игрален филм
- Александр Дробитько (Григорий Р., 2014), руски тв филм
- Уилям Билецкий (Короната, 2022), английско-американски сериал, в 5-и сезон

## Галерия
- Императрица Александра Фьодоровна и младия Алексей Николаевич
- Алексей Николаевич и три години по-голямата му сестра Анастасия
- Престолонаследникът Алексей Николаевич
- Алексей Николаевич като ефрейтор от Руската армия, 1916